# 2844 Hess
2844 Hess (1981 JP) là một tiểu hành tinh vành đai chính được phát hiện ngày 3 tháng 5 năm 1981 bởi Bowell, E. ở trạm Anderson Mesa thuộc Flagstaff (AM). Nó được đặt theo tên Frederick Hess, Professor of Natural Sciences ở the New York State Maritime College in Fort Schuyler, The Bronx, New York. In addition to teaching, he was in charge of the school's small planetarium, và was a frequent, long time lecturer ở the Hayden Planetarium.==== 